# Nicole Bastian
Nicole Bastian (* 1973 in Koblenz) ist eine deutsche Journalistin. Sie leitet das Auslandsressort des Handelsblatts.

## Werdegang
Die Teilnahme an einer China-Arbeitsgemeinschaft in der Oberstufe ihres Gymnasiums nennt Nicole Bastian als den Beginn ihres Interesses für Asien. Bastian studierte daraufhin Ostasienwissenschaften mit Schwerpunkt Volkswirtschaft an den Universitäten in Duisburg und Kyoto. Nach einem anschließenden Volontariat bei der Deutschen Presse-Agentur (dpa) arbeitete Nicole Bastian als Redakteurin im dpa-Wirtschaftsressort in Hamburg und als Wirtschaftsreporterin in Berlin. 2002 wechselte sie zum Handelsblatt. Fünf Jahre lang schrieb sie als Tokio-Korrespondentin über die Wirtschaft und Politik in Japan, Süd- und Nordkorea. Mit dem Ausbruch der Finanzkrise wechselte sie im Frühjahr 2007 als Bankenkorrespondentin nach Frankfurt. Im Oktober 2011 übernahm sie die Leitung des Finanzressorts. Seit 2014 verantwortet sie in Düsseldorf die Auslandsthemen für das Handelsblatt.

## Auszeichnungen
- Für „Wer seid ihr?“[4]
  - Theodor-Wolff-Preis 2016 (zusammen mit Jens Münchrath für das Thema des Jahres „Flüchtlinge“)[5]